# Station Gębarzewo
Station Gębarzewo is een spoorwegstation in de Poolse plaats Gębarzewo.